# Филип Анжуйски (1256 – 1277)
Филип Анжуйски (на френски: Philippe d'Anjou; на италиански: Filippo d'Angiò, * ок. 1255/1256, † 1 януари 1277 в Бари) от Анжу-Сицилианския дом на Анжуйската династия е титулярен крал на Солун, титулярен крал на Сардиния и Принц на Ахая.
Той е вторият син на сицилианския крал Карл I Анжуйски (* 1227 † 1285) и Беатрис Прованска (1234– 1267). По-големият му брат Карл II (* 1254 † 1309) става крал на Неапол. Най-малката му сестра Елизабет (1261 – 1300) се омъжва през 1272 г. за унгарския крал Ласло IV.
На 10 май 1274 г. той получава Солунското кралство от зет си Филип дьо Куртене, титулуван император на Константинопол от 1273 г. и съпруг на сестра му Беатрис (* 1252 † 1275).
Филип умира от болест през 1277 г. в Бари и е погребан в Катедралата „Св Николай“ на Трани. Той няма деца и според договора от май 1267 г. баща му става наследник на Ахея.

### Бракове и потомство
1. ∞ 28 май 1271 в катедралата на Трани за Изабела дьо Вилардуен (* ок 1260/1263 † 23 януари 1312), наследничка на Ахейското княжество, дъщеря на княз Гийом II дьо Вилардуен (* 1208 † 1278) и на Ана Ангелина Комнина Дукина (* ок. 1260/65 † 1286), дъщеря на Михаил II Комнин, владетел на Епирското деспотство. Отпраща я през 1309 г. Нямат деца.